# Université Sōka
L'université Sōka (創価大学, Sōka daigaku) est une université privée située à Hachiōji, dans la préfecture de Tokyo. L'école fut fondée en 1969 par la Sōka gakkai, puis ouverte aux étudiants non gradués en 1971 et aux étudiants gradués en 1975.
En 1987 s'ouvre aux États-Unis l'Université Sōka d'Amérique (en).

## Anciens étudiants connus
- Takahiro Fukushige
- Craig Taro Gold
- Hirotaka Ishikawa
- Kazuo Kitagawa
- Hisatake Sugi
- Kiyohiko Tōyama
- Michiyo Takagi
- Sayaka Sasaki